# Regte Heide

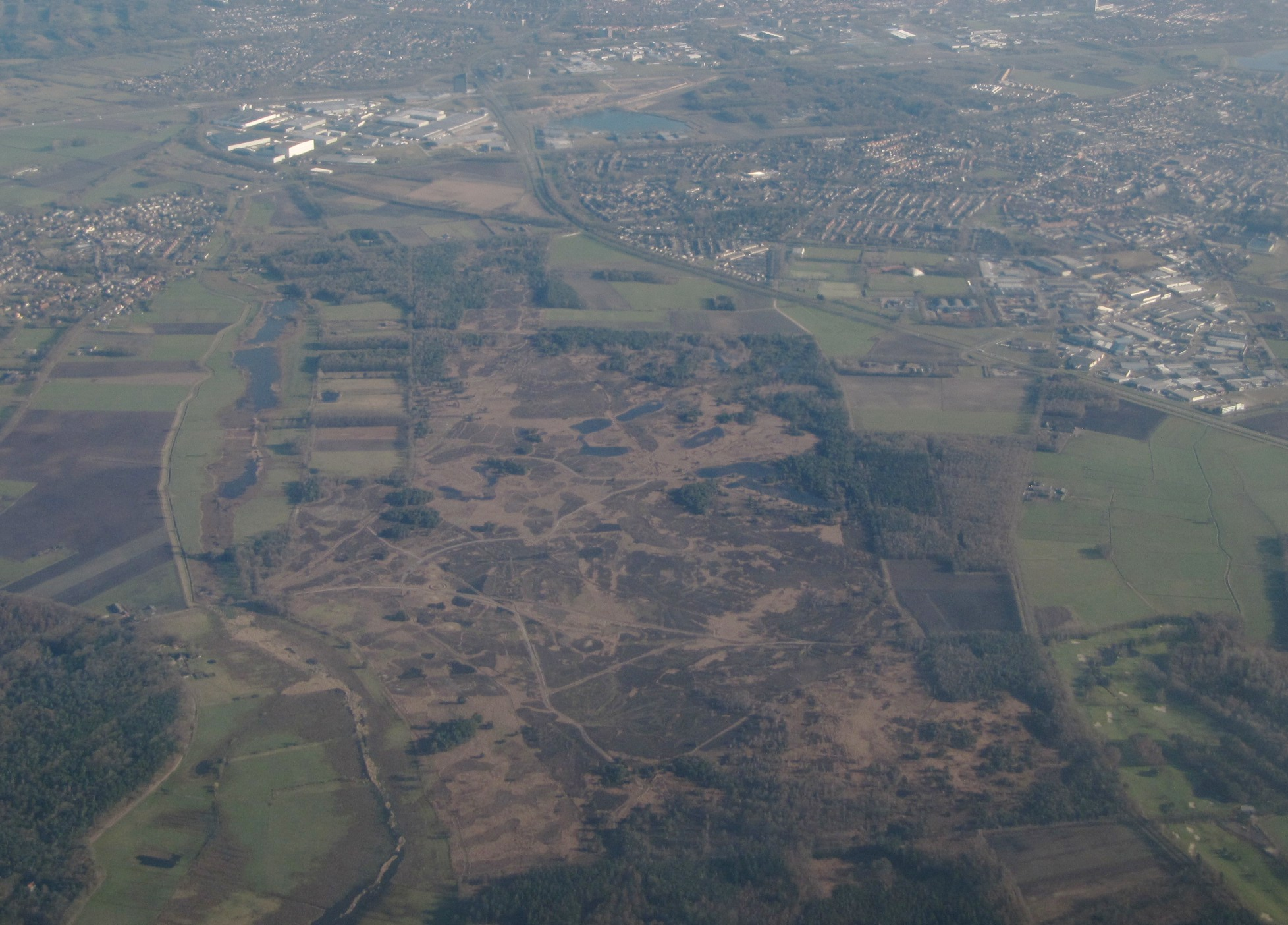
Regte Heide

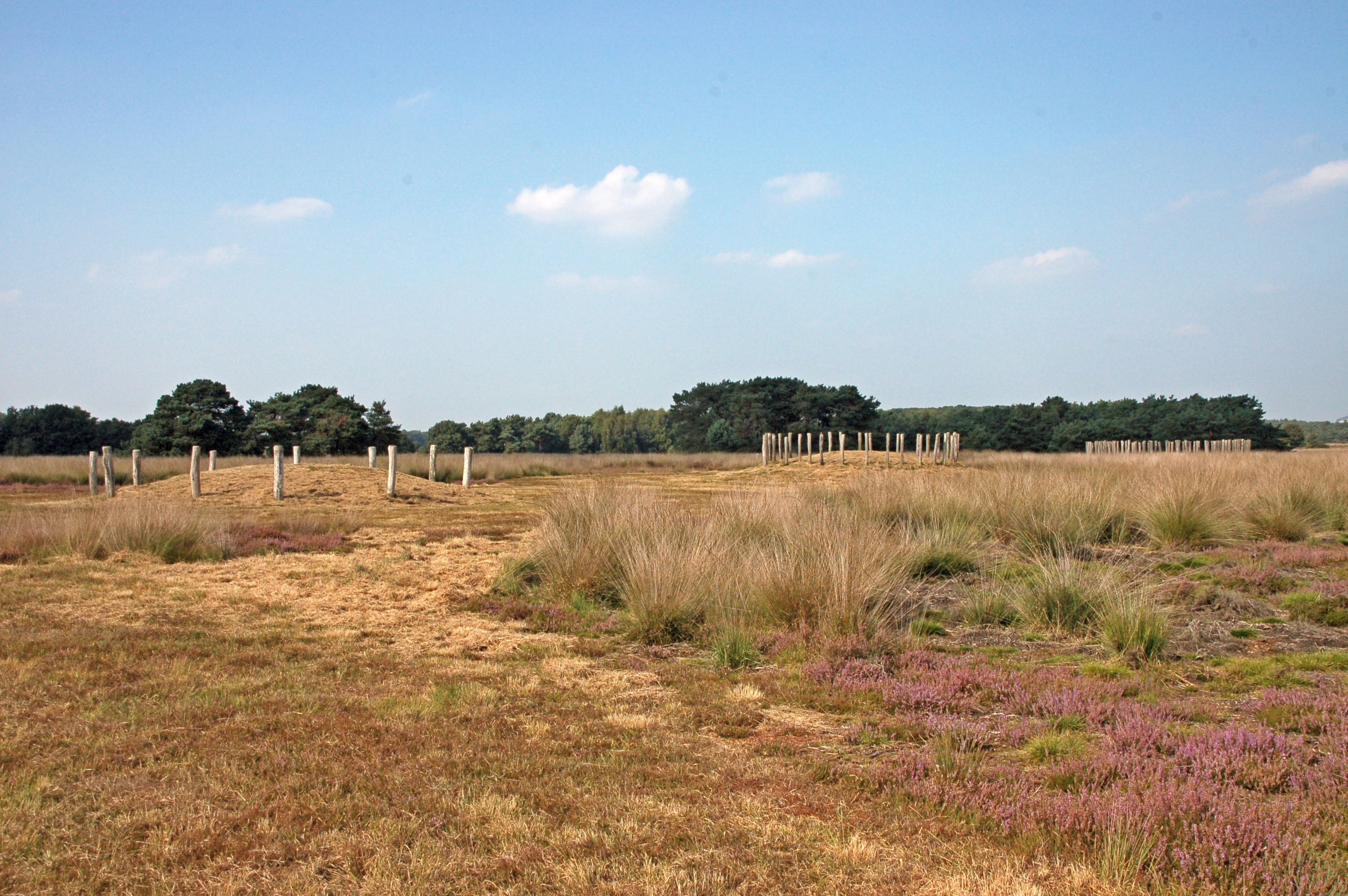
Grafheuvels op de Regte Heide

De Regte Heide is een heidegebied van Brabants Landschap ter grootte van 250 hectare in de gemeente Goirle. Het ligt ten zuiden van Tilburg in de provincie Noord-Brabant tegen de grens met België. Samen met andere gebieden vormt het een aaneengesloten natuurgebied van 876 hectare dat bestaat uit heide, moerassige beekdalen en loof- en naaldbossen.

## Geschiedenis
Op de Regte heide is een zevental goed zichtbare grafheuvels uit de Midden-Bronstijd (2000-700 v.Chr.) te vinden. In 1935 zijn hier opgravingen verricht, waarbij grafgiften werden gevonden zoals strijdbijlen, polsbeschermers, stenen dolken, knopen en kralen. Restauratie van de heuvels vond plaats in 1998 en 1999. Vijf er van werden van een palenkrans voorzien.
In 1909 werd de Regte Heide aangekocht door de gemeente Tilburg, die het in het jaar daarna verhuurde aan het ministerie van Oorlog voor het houden van militaire oefeningen. Tot in de jaren 1990 van de twintigste eeuw werd het terrein voor dit doel gebruikt. De laatste jaren voornamelijk als landingsplaats voor oefenende parachutisten. In 1990 werd het gebied aangekocht door de stichting Het Brabants Landschap.

## Geologie
De Regte Heide is een hoger gelegen zand/grind formatie, gevormd in het Pleistoceen door voorlopers van Rijn en Maas. Het gebied wordt begrensd door relatief diepe beekdalen. Aan de westzijde is dit het beekdal van de Oude Leijen aan de oostzijde dat van de Poppelsche Leij.

## Natuur
De vrij heuvelachtige heide kent zowel hoge en droge plekken met uitzichten als natte plekken. Onderdeel van het reservaat is het beekdal van de Oude Leij, het Riels Laag, dat over een grote lengte direct aan de heide grenst en mooie overgangen vormt. Het hoogteverschil kan tot 5 meter bedragen.
Op natte plaatsen groeien zonnedauw, klokjesgentiaan, moeraswolfsklauw en beenbreek. Er zijn 28 soorten dagvlinders geteld. Belangrijke vlindersoorten zijn heideblauwtje, gentiaanblauwtje, groentje en bont dikkopje. Broedvogels zijn onder meer wulp, roodborsttapuit en veldleeuwerik. De klapekster overwintert er. 
In 2009 en 2010 zijn gefokte korhoenderen losgelaten op de heide. Wegens gebrek aan succes, veel vogels stierven al enkele weken na het uitzetten, is het herintroductieproject in 2011 door Brabants Landschap beëindigd.

## Omgeving
De heide sluit in het zuiden aan op de natuurgebieden Halve Maan en Ooijevaarsnest, en Nieuwkerk, in het westen ligt het Riels Laag en landgoed Brakelse Heide.

## Toegankelijkheid
In het gebied zijn wandelingen uitgezet.